# Österreichischer Kunstsenat
Der Österreichische Kunstsenat ist ein offizielles Gremium von einundzwanzig anerkannten österreichischen Künstlern, das die Anliegen der Kunst in der Öffentlichkeit zu vertreten und die öffentliche Hand in wichtigen einschlägigen Fragen zu beraten hat. Der Kunstsenat schlägt die Kandidaten für den Großen Österreichischen Staatspreis vor und hat auch das Vorschlagsrecht für die Berufung der Staatspreisträger in den Kunstsenat.

## Geschichte
Der Österreichische Kunstsenat wurde am 7. September 1954 per Erlass des damaligen Bundesministeriums für Kultur gegründet.

„Zur Würdigung besonders hervorragender Persönlichkeiten auf dem Gebiet der österreichischen Kunst und zur fachlichen Beratung des Bundesministeriums für Unterricht in Fragen der staatlichen Kunstverwaltung“

## Österreichischer Kunstsenat
Die Mitglieder des Kunstsenats repräsentieren die Bereiche Architektur, bildende Kunst, Literatur und Musik. Sie müssen Träger des Großen Österreichischen Staatspreises sein und werden vom österreichischen Kulturminister ernannt (derzeit im Bundeskanzleramt angesiedelt). Sie gehören dem Gremium auf Lebenszeit an, daher ist der Altersdurchschnitt des Kunstsenats relativ hoch. Der Kunstsenat hat den Auftrag, die Anliegen der Kunst in der Öffentlichkeit zu vertreten, und auch die öffentlichen Stellen in wichtigen Fragen der Kunst zu beraten.
Der Kunstsenat tritt mehrmals jährlich zusammen. Er wählt aus dem Kreise der Mitglieder einen Präsidenten und zwei Vizepräsidenten mit jeweils dreijähriger Funktionsperiode.

## Präsidenten
- 1954–1967: Clemens Holzmeister (1886–1983)
- 1967–1980: Rudolf Henz (1897–1987)
- 1980–1999: Roland Rainer (1910–2004)
- 1999–2012: Hans Hollein (1934–2014)
- 2012–heute: Josef Winkler (* 1953)

## Aktuelle Mitglieder
1. Josef Winkler (* 1953): Präsident / Literatur
2. HK Gruber (* 1943): Vizepräsident / Musik
3. Erwin Wurm (* 1954): Vizepräsident / Bildende Kunst
4. Siegfried Anzinger (* 1953): Bildende Kunst
5. Christian Ludwig Attersee (* 1940): Bildende Kunst
6. Renate Bertlmann (* 1943): Bildende Kunst
7. Elke Delugan-Meissl (* 1959): Architektur
8. Beat Furrer (* 1954): Musik
9. Georg Friedrich Haas (* 1953): Musik
10. Peter Handke (* 1942): Literatur
11. Martha Jungwirth (* 1940): Bildende Kunst
12. Thomas Larcher (* 1963): Musik
13. Laurids Ortner (* 1941): Architektur
14. Wolf D. Prix (* 1942): Architektur
15. Arnulf Rainer (* 1929): Bildende Kunst
16. Gerhard Rühm (* 1930): Literatur
17. Kurt Schwertsik (* 1935): Musik

## Beispiele für Interventionen des Kunstsenats
Der Kunstsenat hat sich ab 2008 unter anderem erfolgreich für den Weiterbestand des gefährdeten ORF-Symphonieorchesters eingesetzt sowie für das Innsbrucker Riesenrundgemälde. 1983 trat er erfolgreich für den funktionsfähigen Weiterbestand von Otto Wagners Wientalbrücke auf.